# Andromeda galassia perduta
Andromeda stories (アンドロメダ・ストーリーズ?, Andoromeda sutōrīzu) è un manga scritto da Ryu Mitsuse ed illustrato da Keiko Takemiya. È stato serializzato da Kōdansha e da Asahi Sonorama sulla rivista Manga Shōnen Monthly Duo da novembre 1980 a novembre 1982 e in seguito raccolto in tre volumi tankōbon.
Dal fumetto è stato tratto uno special televisivo anime prodotto nel 1982 dalla Toei Animation e trasmesso per la prima volta dal network giapponese Nippon Television il 22 agosto 1982. Lo speciale è stato adattato in italiano con il titolo Andromeda galassia perduta.

## Trama
Dopo il matrimonio tra la principessa Lilia di Ayodoya ed il principe Ithaca di Cosmoralia, il pianeta Astria sembra vivere una nuova era di pace e di prosperità. Improvvisamente però il pianeta viene invaso da un misterioso nemico che con il suo esercito di macchine sembra determinato ad uccidere ogni essere umano e forse solo Jimsa e Affle, i due gemelli della coppia reale, potranno scongiurare la fine del mondo.

## Doppiaggio
L'edizione italiana è stata curata da Oceania Film.
| Personaggi       | Voce originale                                      | Voce italiana      |
| ---------------- | --------------------------------------------------- | ------------------ |
| Jimsa            | Tohru Furuya Chiyoko Kawashima (da giovane)         | Massimo Corizza    |
| Affle            | Mami Koyama                                         |                    |
| Iru              | Toshiko Fujita                                      | Susanna Fassetta   |
| Regina Lilia     | Miyuki Ueda                                         | Beatrice Margiotti |
| Re Taka (Ithaca) | Makio Inoue                                         | Massimo Corizza    |
| Tarama           | Miyoko Asou                                         | Massimo Corizza    |
| Koof (Kufu)      | Hidekatsu Shibata                                   | Renato Montanari   |
| Mercante         | Kouji Totani                                        | Bruno Cattaneo     |
| Principe Mailam  |                                                     | Renato Montanari   |
| Voce narrante    | Seiko Nakano (femminile) Yoshio Kaneuchi (maschile) | Beatrice Margiotti |